# Dom Expedito Lopes
Dom Expedito Lopes is een gemeente in de Braziliaanse deelstaat Piauí. De gemeente telt 6.793 inwoners (schatting 2009).